# Implozija
Implozíja ali implózija je proces, pri katerem se neko telo sesede samo vase. Je nasprotje eksplozije ter tako koncentrira snov in energijo. Zgled implozije je zmečkanje podmornice zaradi prevelikega hidrostatičnega tlaka okoljne vode. Pojav je udeležen tudi pri kavitacijah ter sonoluminiscenci in je ključen pri gravitacijskem sesedanju velikih zvezd, kar lahko vodi v nastanek npr. črne luknje.

## Dinamika tekočin
Z vidika dinamike tekočin (fluidov) izraz implozija opisuje vsesovalni proces, ki povzroči premik snovi navznoter, kar je v nasprotju z eksplozijo. Takšno centripetalno gibanje snovi ne sledi ravno oz. radialno pot proti središču, pač pa spiralno pot, kar se imenuje vorteks. Tovrstna uporaba izraza je edinstvena za Schaubergerja, avstrijskega izumitelja in naravoslovca.
Tudi kavitacija vključuje proces implozije, pri katerem se tvorijo zračni mehurčki v tekočini pri velikih hitrostih vrtenja lopatice ali vijaka turbine. Mehurčki nastanejo na točkah tekočine, kjer vrednost tlaka pade pod vrednostjo zračnega tlaka, nato pa hitro propadejo zaradi hidrostatičnega tlaka okoljne tekočine.

### Sonoluminiscenca
Poseben fizikalni pojav, v katerem je udeležena implozija, je sonoluminiscenca, pri kateri se mehurček zaradi zvočnega valovanja hitro razširi in nato skrči, tj. pride do sesedanja oz. kolapsa, pri tem pa odda svetlobo določene valovne dolžine. Mehanizem sevanja ni popolnoma razjasnjen, vendar je trenutno najpopularnejša teorija t. i. razširjen model adiabatskega stisnjenja, pri katerem postane stena mehurčka zaradi zvoka nestabilna, le-ta pa nato sproži nastanek šokovnega vala, ki stiska pline v notranjosti mehurčka, s tem pa ustvarja visoki tlak in temperaturo. Atomi žlahtnih plinov zato ionizirajo, nastane plazma, sproščeni elektroni pa izsevajo svetlobo.

## Astrofizika
Implozija je v astrofiziki ključen del gravitacijskega sesedanja velikih zvezd, kar lahko vodi v nastanek supernove, nevtronske zvezde ali črne luknje.

## Nadzorovano rušenje zgradb
Večje stavbe različnih strukturnih tipov se lahko razruši na kup odpadnega materiala preko izbirnega uničenja podpornih elementov. Namen tega je omejitev prostora, na katerega se sesede material, in s tem preprečevanje poškodb na sosednjih zgradbah. Tehnika zajema sproženje eksplozivov, postavljenih na določena mesta, v določenih časovnih intervalih; osrednji del zgradbe se tako sesede v navpični (vertikalni) smeri, sočasno s tem pa za sabo potegne stranske dele konstrukcije proti sredini. Ta proces se zmotno imenuje »implozija«.

## Implozija katodnih cevi
V vseh katodnih ceveh je prisoten vakuum. V primeru poškodbe zunanjega steklenega ovoja lahko pride do silovite implozije, ki praktično razbije stekleni ovoj, s tem pa letijo delci stekla navzven z velikimi hitrostmi. Le-ti so za človeka nevarni, saj lahko povzročijo smrtonosne ureznine žil na področju glave in vratu, zaradi česar lahko oseba posledično izkrvavi. Zaradi tega so stekleni ovoji v današnjih katodnih ceveh ojačani, npr. z različnimi polimeri (kot je poliepoksid), ki preprečujejo razbitje stekla; kljub temu je pri ravnanju potrebna pazljivost.